# Довбинка
Довбинка — річка стариця в Україні, у Охтирському районі Сумської області. Ліва притока (рукав) Ворскли (басейн Дніпра).

## Опис
Довжина річки приблизно 2,8 км.

## Розташування
Витікає з річки Ворскли на південно-східній стороні від Попелівщини. Тече переважно на південний схід і на північному сході від Лутище впадає у річку Рукав Киселиха, ліву притоку Ворскли.